# Giovanni Bizio
Giovanni Bizio (* 1823 in Venedig; † 1891 ebenda) war ein italienischer Chemiker. 
1847 promovierte er in Padua und wurde dort im folgenden Jahr Assistent für Naturgeschichte. Von 1858 bis 1862 studierte er in Wien bei Josef Redtenbacher, in München bei Justus von Liebig und in Heidelberg bei Robert Wilhelm Bunsen. Anschließend wurde er Professor für Chemie und Mineralogie am Technischen Institut und an der Höheren Handelsschule, der heutigen Universität Ca' Foscari, in Venedig. Er war auch Sekretär des Istituto Veneto di Scienze, Lettere ed Arti.  Neben Untersuchungen zu den Mineralwässern der Region veröffentlichte er Monographien zu Kaffee, Zucker und Petroleum, die aus seinen Vorlesungsmanuskripten entstanden.

## Veröffentlichungen
- Sopra l´olio della camomilla; in Sitzungsberichte der kaiserl. Akademie der Wissenschaften in Wien 1861